# 踊って歌って大合戦
『踊って歌って大合戦』（おどってうたってだいがっせん）は、1965年4月2日から1966年5月27日まで日本テレビ系列局で放送されていた日本テレビ製作のバラエティ番組である。花王石鹸（現・花王）の一社提供。放送時間は毎週金曜 19:30 - 20:00 （日本標準時）。「歌って踊って大合戦」と誤記されている場合もある。

## 概要
5人1組のチームを組んだ一般からの参加者たちが、歌と踊りで賞金を稼ぐ模様を放送していた視聴者参加型の公開番組。司会は、すでに演芸番組などで人気を博していた初代林家三平で、この番組ではそれまでにない豪快な司会としてさらに人気者となった。なお、三平はこの番組の司会者に起用が決まると奮起し、阿波踊りとツイストをミックスさせた独自の踊りを考案して熱心に稽古を重ね、それを披露した。
番組はスタートしてすぐに高視聴率を獲得したが、やがてその内容から、同系列局で放送の『アベック歌合戦』（読売テレビ製作）や、フジテレビ系列局で放送の『日清ちびっこのどじまん』とともに「低俗番組」と槍玉に挙げられるようになった。やがて踊りが制限されることとなり、さらに1966年1月には裏に『ちびっこのどじまん』が移動し、結局1年2か月の放送で終わった。

## 進行
出場者は、5人1組で構成された一般参加チームやコンビが4組。
まず、「さぁ、うたって、おどって、ワッショイ、ワッショイ！」の三平の掛け声でチームの代表者1人が歌を歌い、審査員に審査して賞金を決める。そしてバンドの演奏とともにさまざまな踊り（寿司屋チームはネタを握る手つき、床屋チームは髪を切る手つき）を披露し、自らの商売や特技をアピールして賞金を釣り上げたり下げたりした。
全チームが終わったところで、最終的に一番獲得賞金が多かったチームには「発明賞」が、それ以外のチームから特にインパクトがあったチームには「ハッスル賞」がそれぞれ贈られた。

## 出演者

### 司会
- 初代林家三平[3]

### 審査員
- 浜口庫之助[8]
- 若水ヤエ子[8]
- フランク永井[8]

## スタッフ
- プロデューサー：細野邦彦
- 演出：赤尾健一

## テーマ曲
「ワッショイ踊り」
作詞：門井八郎 / 作編曲：細野邦彦 / 歌：初代林家三平、姫之宮ゆり
この曲を収録したレコードがテイチクレコードから発売された。歌詞は4番まであるが、3番の歌詞には当時花王石鹸が発売していた合成洗剤「ザブ」の名前が折り込まれている。阿波踊りのリズムで途中ゴーゴーになるような曲調。

## 備考
当時はVTRの規格が2インチで機器・テープ共に高価だったうえ、著作権法などの絡みで番組の資料保存が制約されていた事情もあり、本番組を記録したVTRは日本テレビには1本も残っていない。後年、三平の特集番組が組まれると、殆どの場合はスチール写真を使って紹介される。
ただし、日本テレビ以外の局が何らかの形で映像を残しているケースがあり、IBC岩手放送のミニ番組『いわてアーカイブの旅』2014年12月12日放送分において、盛岡体育館で行われた公開録画の模様が放送された。

## 放送局
以下、特記の無いものは全て放送時間は金曜 19:30 - 20:00、制作局・日本テレビと同時ネット。
- 日本テレビ（制作局）
- 札幌テレビ[11]
- 青森放送[12]
- 岩手放送[12]
- 秋田放送[12]
- 山形放送[13]
- 東北放送[12]
- 福島テレビ[13]
- 新潟放送[14]
- 北日本放送[14]
- 北陸放送[14]
- 福井放送[14]
- 信越放送[15]
- 山梨放送[15]
- 静岡放送[16]
- 名古屋テレビ[17]

- 読売テレビ[18]
- 日本海テレビ（当時は鳥取県のみの県域局）[19]
- 山陰放送（当時は島根県のみの県域局）[19]
- 山陽放送[20]
- 広島テレビ[21]
- 山口放送[21]
- 西日本放送[21]
- 四国放送[18]
- 南海放送[21]
- 高知放送[22]
- テレビ西日本：木曜 18:15 - 18:45[23]
- 長崎放送[23]
- 熊本放送[23]
- 大分放送[21]
- 宮崎放送[21]
- 南日本放送[24]